# MiniLOGIA
MiniLOGIA Grafika w Logo – trójetapowy konkurs informatyczny organizowany przez Ośrodek Edukacji Informatycznej i Zastosowań Komputerów (OEIiZK) w Warszawie dla uczniów szkół podstawowych zainteresowanych programowaniem i uczęszczających do szkół z województwa mazowieckiego. Konkurs odbywa się raz w roku szkolnym. Konkurs jest objęty patronatem Mazowieckiego Kuratora Oświaty. Polega na rozwiązywaniu zadań konkursowych w języku LOGO lub Python.

## Formuła konkursu
Formuła konkursu opiera się na trzech etapach:
- I etap (szkolny) – polega na samodzielnym rozwiązaniu trzech zadań konkursowych i testu, który można wykonywać wiele razy w dowolnym miejscu przez okres około miesiąca.
- II etap (rejonowy) – polega na samodzielnym rozwiązaniu trzech zadań konkursowych w miejscu wskazanym przez OEIiZK (tym miejscem jest wybrana szkoła lub placówka OEIiZK) przez czas 2 godzin.
- III etap (wojewódzki) – polega na samodzielnym rozwiązaniu czterech zadań konkursowych w placówce OEIiZK przez czas 2 godzin.

## Historia konkursu
Rok szkolny 2002/2003
W tym roku szkolnym doszło do powołania konkursu miniLOGIA, na wzór konkursu LOGIA organizowanego dla gimnazjalistów. Początkowo miał on formułę dwuetapową. Pierwszy etap był etapem szkolnym, a drugi od razu ścisłym wojewódzkim finałem organizowanym w placówce OEIiZK.
Lata 2003 – 2016
W tych latach istniała trójetapowa formuła konkursu, w której uczniowie rozwiązywali zadania w języku LOGO.
Rok 2013
Od tego roku uczniowie oprócz języka LOGO mogą posługiwać się językiem Python.